# Blu Brillante FCF
Il Blu Brillante FCF o E133, nella codifica europea degli additivi alimentari, è un colorante alimentare sintetico molto solubile in acqua. Appare come una polvere blu.

## Uso
Può essere combinato con la tartrazina (E102) per ottenere varie tonalità di verde.
Si trova spesso nei gelati, scatole di piselli, prodotti caseari, dolci e bibite.

## Patologie
Raramente si manifestano effetti collaterali come allergie.
Secondo alcuni studi potrebbe aumentare la predisposizione nello sviluppo di disturbo dell'attenzione nei bambini che ne fanno uso.

## Permessi
Una volta era proibito in Austria, Belgio, Danimarca, Francia, Germania, Grecia, Italia, Norvegia, Spagna, Svezia, e Svizzera, ma in seguito a ulteriori analisi è stato dichiarato additivo innocuo dall'Unione europea ed è permesso nella maggior parte dei paesi. Negli Stati Uniti la produzione annua eccede il milione di libbre ed il consumo è di 16 mg a persona.
Il Blu Brillante FCF è uno dei coloranti che il Gruppo di supporto per i bambini iperattivi ha consigliato di eliminare dalla dieta dei bambini.  Tuttavia una serie estesa di test ha portato i National Institutes of Health a concludere che gli additivi coloranti non provochino l'iperattività.